# S-Adenozylohomocysteina
S-Adenozylohomocysteina, SAH – organiczny związek chemiczny, połączenie adenozyny i cysteiny.

## Biosynteza
W organizmach powstaje w wyniku oderwania grupy metylowej od atomu siarki S-adenozylometioniny (SAM). Reakcja ta jest katalizowana przez metylotransferazę. SAH jest prekursorem w biosyntezie homocysteiny, która powstaje w wyniku jej hydrolizy.

## Synteza chemiczna
Może zostać otrzymana z 5′-chloro-5′-deoksyadenozyny, którą zabezpiecza się w pozycjach 2′ i 3′ ugrupowaniem acetalowym (grupą propano-2,2-diylową), a następnie poddaje reakcji z wytworzoną in situ disodową solą homocysteiny. Uzyskany produkt pośredni przekształca się w S-adenozylohomocysteinę działaniem rozcieńczonego kwasu siarkowego, oczyszcza na wymieniaczu jonowym i krystalizuje: